# 바바라 터크먼
바바라 터크먼(Barbara W. Tuchman, 1912년 1월 30일 - 1989년 2월 6일 )은 미국의 역사가이다.
1956년 이후 터크먼은 약 4년마다 새로운 책을 발간하면서 역사 연구와 저술에 전념했다.
터크먼은 새로운 기록 자료의 발견과 출판에 집중하기보다는 웅변적인 설명을 제공하는 역사 작성에 대한 문학적 접근 방식을 선호했다. 터크먼은 역사가의 역사가가 아니라, 과거를 수백만 독자에게 흥미롭게 만든 일반인의 역사가였다.

## 같이 보기
- 모건소